# Jerzy Boim

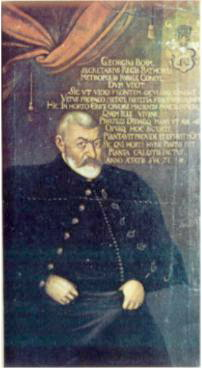
Jerzy Boim

Jerzy Boim, György Boym, spolszczone imię Dziordzi lub Dziurdzi, zm. 1617 – przybył z Siedmiogrodu razem ze Stefanem Batorym. Ożenił się z Jadwigą Niżniowską i wszedł w środowisko bogatych mieszczan Lwowa. Ufundował Kaplicę Boimów, w której został pochowany. Miał syna Pawła Jerzego (mężczyźni w tej rodzinie nosili drugie imię Dziurdzi (Jerzy)), wnuk Michał Boym był misjonarzem w Chinach.